# Нижне-Волжское книжное издательство
«Ни́жне-Во́лжское кни́жное изда́тельство» — советское государственное издательство. Основано в 1934 году в Сталинграде.

## История
Основано в 1934 году как «Сталинградское книжное издательство». С 1943 года находилось в подчинении Отделу полиграфической промышленности и издательств исполнительного комитета Сталинградского областного Советов рабочих, солдатских и крестьянских депутатов.
В 1961 году переименовано в «Волгоградское книжное издательство», в 1963 году — в «Нижне-Волжское книжное издательство». Находилось в подчинении Государственного комитета Совета министров РСФСР по печати. Имело отделение в Астрахани.
Специализировалось на выпуске массово-политической, сельскохозяйственной, научно-популярной, художественной и краеведческой литературы. Выпускало книжные серии «Подвиг Сталинграда бессмертен», «Подвиг Сталинграда». 
В 2010 году издательство стало федеральным государственным унитарным предприятием. 
| Статистика по объёмам производства. 1979–1990 годы | Статистика по объёмам производства. 1979–1990 годы | Статистика по объёмам производства. 1979–1990 годы | Статистика по объёмам производства. 1979–1990 годы | Статистика по объёмам производства. 1979–1990 годы | Статистика по объёмам производства. 1979–1990 годы | Статистика по объёмам производства. 1979–1990 годы | Статистика по объёмам производства. 1979–1990 годы |
| —                                                  | 1979                                               | 1980                                               | 1982                                               | 1983                                               | 1984                                               | 1985                                               | 1990                                               |
| -------------------------------------------------- | -------------------------------------------------- | -------------------------------------------------- | -------------------------------------------------- | -------------------------------------------------- | -------------------------------------------------- | -------------------------------------------------- | -------------------------------------------------- |
| Книг и брошюр, печатных единиц                     | 54                                                 | 59                                                 | 57                                                 | 59                                                 | 65                                                 | 63                                                 | 50                                                 |
| Тираж, млн экз.                                    | 1,4                                                | 1,2979                                             | 1,65                                               | 2,0568                                             | 2,0231                                             | 1,5628                                             | 0,98                                               |
| Печатных листов-оттисков, млн                      | н. д.                                              | 15,8827                                            | 20,4743                                            | 18,0511                                            | 22,6373                                            | 19,191                                             | 12,8331                                            |